# آمریکا برای آفریقا
آمریکا برای آفریقا (به انگلیسی: USA for Africa)؛ نام ابرگروهی متشکل از ۴۷ هنرمند موسیقی عمدتاً آمریکایی است. این گروه که توسط مایکل جکسون و لایونل ریچی رهبری می‌شد تک‌آهنگ خیریهٔ «ما دنیاییم» را در سال ۱۹۸۵ ضبط کرد. تک‌آهنگ «مادنیاییم» در جدول‌های موسیقی آمریکا و انگلستان شماره یک (نامبر وان) شد. اَبَرگروه «آمریکا برای آفریقا» از ابرگروه «بَند اِید» که در سال ۱۹۸۴ توسط باب گلداف تشکل شد الهام گرفت.